# Забайкальский краевой краеведческий музей имени А. К. Кузнецова
Забайкальский краевой краеведческий музей имени Алексея Кирилловича Кузнецова — один из старейших музеев Сибири и Дальнего Востока, находящийся в городе Чите. Музей основан в 1894 году при Читинском отделении Приамурского отдела Императорского русского географического общества.

## История
Торжественное открытие музея состоялось 16 апреля 1895 года. Первым директором был избран один из основателей музея Алексей Кириллович Кузнецов. С первых лет музей обладает серьёзной коллекцией, в том числе собраниями минералов, гербариев, чучел животных, предметов материальной и духовной культуры бурят, эвенков, русского населения Забайкалья, куда входят археологические находки, документы, фотографии. В основном, музейная коллекция создавалась и пополнялась за счёт даров местного населения, полевых экскурсий и научных экспедиций. Коллекции музея на рубеже XIX—XX веков демонстрировались на выставках в Нижнем Новгороде, Москве, Париже.
С 1914 года музей располагается в специально построенном здании, вокруг которого разбит ботанический сад. В 1921 году правительством Дальневосточной республики музею присвоено имя Алексея Кирилловича Кузнецова. В довоенное время при музее действовали Забайкальский отдел русского географического общества, созданы отделы истории, социалистического строительства, изобразительного искусства. В 1950—1980-е годы появились новые темы экспозиций отделов истории и природы, выставок, организована работа передвижного музея.
Комплексность программы и обширность территориальных исследований, проводимых сотрудниками музея, способствовали созданию уникальных коллекций по археологии, этнографии, характеризующие древнюю культуру обитателей Забайкалья, хозяйственный уклад, религию, искусство коренного и русского населения. Сотрудники музея принимали участие в исследовании археологических памятников в различных районах края.
В 1988—1999 годах здание музея было закрыто на реставрацию и капитальный ремонт, после чего, в июне 2001 года было вновь открыто. Экспозиционная площадь музея составляет 1020 м².
Этот музей считается одним из старейших музеев Сибири и Дальнего Востока. Много лет музей является крупнейшим центром истории города и области. Свыше 190 тысяч памятников естественной истории, материальной и духовной культуры сосредоточено в собрании музея. Музей располагает значительными коллекциями документальных памятников, в период с XI по XX век.
Сегодня музей является методическим центром для музеев области, организует конференции, круглые столы, издаёт каталоги, сборники книг.
- В Забайкальском краеведческом музее открылась выставка "Космос Забайкалья"
- Забайкальский краеведческий музей 8 марта будет работать бесплатно
- Забайкальский краевой краеведческий музей присоединился к всероссийской акции "Гордость Отчизны"